# ۱۴۰۱ (میلادی)
۱۴۰۱ (میلادی)، هزار و چهارصد و یکمین سال تقویم میلادی است.

## زادگان

### مه
- ۱۲ مه - امپراتور شوکو، صدمین امپراتور ژاپن از سال ۱۴۱۲ تا ۱۴۲۸ میلادی. (درگذشتهٔ ۱۴۲۸)

### سپتامبر
- ۱۴ سپتامبر - ماری کاستیا، ملکه آراگون، شاهزادهٔ اهل اسپانیا. (درگذشتهٔ ۱۴۵۸)

### اکتبر
- ۲۷ اکتبر - کاترین والوآ، ملکه انگلستان، ملکهٔ فرانسوی‌تبار بریتانیا. (درگذشتهٔ ۱۴۳۷)

### نوامبر
- ۲۶ نوامبر - هنری بوفورت، دومین ارل سامرست، نجیب‌زادهٔ اهل انگلستان. (درگذشتهٔ ۱۴۱۸)

### دسامبر
- ۲۱ دسامبر - مازاتچو، نقاش اهل ایتالیا. (درگذشتهٔ ۱۴۲۸)

## درگذشتگان

### اوت
- ۲۲ اوت - اسماء صالحی حلبی، بانوی محدّث شامی در سدهٔ هشتم هجری. (زادهٔ ۱۳۲۵)

‎